# Steve Tientcheu
Steve Tientcheu est un acteur et réalisateur français né le 20 juillet 1982 à Villepinte en Île-de-France.

## Biographie
D'origine camerounaise, Steve Tientcheu grandit à la Cité des 3000 à Aulnay-sous-Bois. Il devient acteur en découvrant l'existence du Cours Simon à 25 ans alors qu'il est agent de sécurité dans un cabinet médical. Sa découverte du monde du théâtre est le sujet du documentaire d'Alice Diop La Mort de Danton.
Il commence à tourner dès 2010, d'abord dans des courts métrages, puis des séries télévisées, et enfin dans des longs métrages où assure de nombreux seconds rôles. 
Entre 2015 et 2018, il se forme à l’Actors Factory, avec la coach Tiffany Stern. Il continue de prendre des coachings avec elle pour ses différents rôles.
En 2019, il tient un rôle important dans Les Misérables, puis en 2021 dans le feuilleton historique Germinal.
En 2021, il réalise son premier court-métrage, La Chimère.

## Filmographie

### Cinéma

#### Longs métrages
- 2012 : Rengaine de Rachid Djaïdani
- 2012 : Jungle Jihad de Nadir Ioulain : le dealer
- 2014 : Qui vive de Marianne Tardieu : Steve
- 2014 : Les Combattants de Thomas Cailley : l'adjudant Ruiz
- 2015 : Toute première fois de Maxime Govare et Noémie Saglio : le policier
- 2015 : Nos femmes de Richard Berry : un policier au commissariat
- 2015 : Ni le ciel ni la terre de Clément Cogitore : Oscar Varennes
- 2015 : La Fille du patron d'Olivier Loustau : le Président
- 2016 : Tout, tout de suite de Richard Berry
- 2016 : Braqueurs de Julien Leclercq : Adama
- 2016 : Réparer les vivants de Katell Quillévéré : Hamé Gaye
- 2017 : Le Prix du succès de Teddy Lussi-Modeste : Doumams
- 2018 : Black Snake, la légende du serpent noir de Thomas Ngijol et Karole Rocher : Malabar
- 2018 : Roulez jeunesse de Julien Guetta : Didier
- 2019 : Une intime conviction d'Antoine Raimbault : Bruno
- 2019 : Les Misérables de Ladj Ly : le maire
- 2020 : Qu'un sang impur... d'Abdel Raouf Dafri : le sergent-chef Senghor
- 2020 : La Nuit des rois de Philippe Lacôte : Barbe noire
- 2022 : Robuste de Constance Meyer : Lalou
- 2022 : La Gravité de Cédric Ido : Joshua
- 2022 : Neneh Superstar de Ramzi Ben Sliman : Fred
- 2023 : Sage-Homme de Jennifer Devoldere : Jof
- 2023 : Normale d'Olivier Babinet : Dominique Toussaint
- 2023 : AKA de Morgan S. Dalibert : Youssef
- 2023 : Bâtiment 5 de Ladj Ly : l'adjoint au maire
- 2024 : Neuilly-Poissy de Grégory Boutboul : Doums
- 2024 : Karmapolice de Julien Paolini : Anselme
- 2024 : En tongs au pied de l'Himalaya de John Wax : Bastien
- 2024 : Libre de Mélanie Laurent : Drago
- 2025 : Les Règles de l'art de Dominique Baumard : Jo
- 2025 : L'amour, c'est surcoté de Mourad Winter : Dooms

#### Courts métrages
- 2010 : La Partie d'échecs de Pierre Davezac
- 2011 : Dalila de Julian Vogel : l'homme
- 2012 : Ogres niais de Bernard Blancan : Monsieur Costaud
- 2013 : La Virée à Paname de Carine May et Hakim Zouhani : homme dans l'embouteillage
- 2013 : Vos violences d'Antoine Raimbault : un policier
- 2013 : Molii de Mourad Boudaoud, Carine May, Yassine Qnia et Hakim Zouhani : Steve
- 2014 : Journée d'appel de Basile Doganis : l'adjudant Diombera
- 2017 : Les Ruches de Willy Orr
- 2017 : Garde la pêche d'Antoine Raimbault : Steve
- 2019 : La Reine de l'évasion d'Aurélie Cardin : le père de famille
- 2020 : Brûle d'Elvire Munoz : Diego

#### Documentaires
- 2010 : La Mort de Danton d'Alice Diop : lui-même
- 2011 : Entrée du personnel de Manuela Frésil : voix

### Télévision

#### Téléfilm
- 2017 : Robin d'Alice Douard : Moussa

#### Séries télévisées
- 2011 : Braquo, saison 2, épisodes 2 Seuls contre tous, 3 Tous pour un et 4 Chèvres et chacals de Philippe Haïm : Mwene Bambesi
- 2013-2015 : Casting(s) de Pierre Niney
- 2017 : Transferts, saison 1, épisodes 1 à 6 : Gabriel
- 2019 : Les Sauvages, 3 épisodes de Rebecca Zlotowski : Gros Momo (saison 1, épisodes 3 à 5)
- 2021 : Un homme d'honneur, 6 épisodes de Julius Berg : Driss Abibi
- 2021 : Germinal, 6 épisodes de David Hourrègue : Rasseneur
- 2023 : Lupin : Jean-Luc Keller
- 2024 : Furies : Simon dit « Le Fixeur »

### Web-série
- 2016-2017 : Strange Cookie de Bastien Garcia, 5 épisodes Petits pieds, Le Chant des baleines, Bonjour, Le Binôme de l'excellence
- Depuis 2019 : La Vie douce de Bastien Garcia et Celia Millat

### Réalisateur
- La Chimère (court-métrage)